# Карта небесной сферы, или Тайный меридиан
«Карта небесной сферы, или Тайный меридиан» (исп. La carta esférica) — роман Артуро Переса-Реверте, вышедший в 2000 году.

## Сюжет
Действие романа «Карта небесной сферы, или Тайный меридиан» происходит в особом мире — мире кладоискателей. Герои этой истории — моряки, историки и авантюристы. В этом романе главное — тайна, погребённая на дне морском два с половиной столетия назад по воле иезуитов, которая постепенно раскрывается современной женщиной, красивой, решительной и коварной. Её окружают мужчины: и бескорыстно влюблённый в неё моряк, и алчные враги-соперники… Она же идёт своим путём, добиваясь цели во что бы то ни стало. Море, бурная история Испании XVIII века, архивы, легендарные клады, штормы, человеческие страсти и многое-многое другое найдёт читатель на страницах этого романа. Это произведение в нестареющем жанре подлинных приключений, тех, что из века в век будят фантазию читателей.

## Персонажи
- Мануэль Кой — моряк, штурман. Невысокого роста, очень широкие плечи, мощные руки. На берегу носит морскую тужурку со споротыми знаками отличия и пластмассовыми пуговицами вместо золотых. Линялые джинсы и теннисные туфли дополняют его одежду. Некрасив, проветренное рубленое лицо с огромным носом. К началу повествования уже четыре месяца, как его лицензия отозвана Морским трибуналом. Лицензии лишён на 24 месяца за то, что в свою вахту, будучи первым помощником капитана, посадил на мель сухогруз «Исла Негра». На самом деле решение пройти проливом между островами Терсон и Моуэтт-грейв принял капитан судна. Поскольку ничего, кроме морской практики, не считает для себя возможным, тихо проживает в дешёвом пансионе для отставных моряков в Барселоне, при этом отчаянно нуждаясь.
- Танжер Сото — служащая Морского музея в Мадриде. Блондинка, кожа усыпана веснушками. На полголовы выше Коя. Носит тёмную юбку и замшевый жакет. Глаза тёмные: то ли тёмно-синие с черными пятнышками, то ли чёрные с синими прожилками. Почти не пользуется косметикой. Очень сдержана в проявлении эмоций.

## Экранизации
В 2007 году режиссёром Иманолом Урибе снят фильм Карта небесной сферы. В главных ролях снялись Кармело Гомес и Айтана Санчес-Хихон.